# Révolution haïtienne de 1888
 (mai 2016).
Si vous disposez d'ouvrages ou d'articles de référence ou si vous connaissez des sites web de qualité traitant du thème abordé ici, merci de compléter l'article en donnant les références utiles à sa vérifiabilité et en les liant à la section « Notes et références ».
La révolution haïtienne de 1888 est une révolte populaire qui causa la chute du régime autoritaire du président Lysius Salomon. Salomon est un président autoritaire qui passe parfois pour un dictateur, celui-ci se sert également durant sa présidence du culte de la personnalité et de la propagande. Cette révolution marque la fin de l'ère dite Salomonienne. C'est François Denys Légitime qui lui succède à la présidence. 

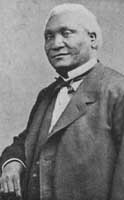
Le président Lysius Salomon 1ire

## Avant 1888
Le 26 octobre 1879, Lysius Salomon devient Président de la République. Arrivé au pouvoir, il établit un gouvernement solide composé de 28 politiciens fidèles au président. Bien qu'il ait été élu, son arrivée au pouvoir passe comme un coup d'état vis-à-vis des sénateurs haïtiens. Au pouvoir, Salomon souhaite neutraliser le Sénat qui avait alors beaucoup d'influence sous la République. Il diminue alors le nombre de sénateurs et nomme un de ses alliés politiques comme Président du Sénat. Salomon est sans doute le premier président autoritaire de la seconde république haïtienne. L'ère salomonienne fait référence aux nouveautés culturelles et politiques mises en place sous le mandat de Salomon. Sous Salomon, Haïti devient un pays moderne tandis que Salomon continue de régner comme un dictateur libéral. En 1886, Salomon est « réélu » pour sept années supplémentaires grâce à une réécriture de la Constitution. Mais en réalité, il n'a pas été réélu et s'est simplement fait proclamer Président par les sénateurs corrompus par le gouvernement salomonien.

## La Révolte
Entre 1887 et 1888, les révoltes secouent le pays et Salomon réprime dans le sang les révoltes. Il se fait alors proclamer « président à vie ». Mais sa proclamation n'est pas reconnue par les sénateurs qui s'opposent à Salomon pour mettre fin à son régime autoritaire. Salomon quitte alors la capitale avec ses troupes pour Pétion-ville où il organise la contre-attaque. À Pétion-ville, les troupes de Salomon se rendent en août 1888. Salomon est obligé de fuir vers Cuba puis vers la France où il meurt quelques mois plus-tard en octobre 1888 à l'âge de 73 ans.